# Zoo Dvůr Králové
De Zoo Dvůr Králové (voluit: Zoologická zahrada Dvůr Králové nad Labem) is een dierentuin in de Tsjechische stad Dvůr Králové nad Labem. De dierentuin is gespecialiseerd in Afrikaanse diersoorten. Het meest zeldzame dier in de zoo was de noordelijke witte neushoorn.
De dierentuin was een particuliere tuin van textielfabrikant Richard Neumann. In 1945 werd zijn bezit onteigend, waarna de dierentuin op 9 mei 1946 voor het publiek geopend werd. Op 8 mei 1989 werd het safaripark toegevoegd.
De Zoo Dvůr Králové is lid van de Unie van Tsjechische en Slowaakse Dierentuinen en de European Association of Zoos and Aquaria. Het park neemt deel aan meerdere internationale fokprogramma's en coördineert en beheert het EEP-stamboek voor de blauwvleugelgans en het ESB-stamboek voor de reuzenreiger.